# Jon Kolb
Jon Kolb (30 de agosto de 1947) é um ex-jogador profissional de futebol americano estadunidense.

## Carreira
Jon Kolb foi campeão da temporada de 1979 da National Football League jogando pelo Pittsburgh Steelers.